# Оттана
Оттана (італ. Ottana, сард. Otzana) — муніципалітет в Італії, у регіоні Сардинія,  провінція Нуоро.
Оттана розташована на відстані близько 350 км на південний захід від Рима, 115 км на північ від Кальярі, 28 км на захід від Нуоро.
Населення — 2373 особи (2014).
Щорічний фестиваль відбувається 15 травня. Покровитель — святий Миколай.

## Демографія
Населення за роками:

Станом на 1 січня 2023 року в муніципалітеті офіційно проживали 24 іноземці з 9 країн, серед них 12 громадян країн Євросоюзу та 1 громадянин України.

## Сусідні муніципалітети
- Болотана
- Норагугуме
- Ольцаї
- Орані
- Саруле
- Седіло